# Lilian Calmejane
Lilian Calmejane   (Albi, 6 de desembre de 1992) és un ciclista francès, professional des del 2016 fins al 2024. Actualment corre a l'equip Intermarché-Circus-Wanty. En el seu palmarès destaca una victòria d'etapa a la Volta a Espanya de 2016, i una altra al Tour de França de 2017.

## Palmarès
- 2015
  - 1r al Triptyque des Monts et Châteaux i vencedor d'una etapa
  - 1r al Gran Premi del País d'Aix
  - 1r al Gran Premi Souvenir Jean-Masse
  - Vencedor d'una etapa al Tour de Bretanya
- 2016
  - Vencedor d'una etapa de la Volta a Espanya
  - Vencedor de la classificació dels joves a La Méditerranéenne
- 2017
  - 1r a l'Étoile de Bessèges i vencedor d'una etapa
  - 1r a la Setmana Internacional de Coppi i Bartali i vencedor d'una etapa
  - 1r al Circuit de la Sarthe i vencedor d'una etapa
  - Vencedor d'una etapa al Tour de França
- 2018
  - 1r al Drôme Classic
  - 1r a la París-Camembert
- 2019
  - 1r al Faun Environnement-Classic de l'Ardèche Rhône Crussol
  - Vencedor d'una etapa al Tour del Llemosí

### Resultats a la Volta a Espanya
- 2016. 70è de la classificació general. Vencedor d'una etapa
- 2021. 33è de la classificació general

### Resultats al Tour de França
- 2017. 35è de la classificació general
- 2018. 30è de la classificació general
- 2019. 106è de la classificació general
- 2020. Abandona (8a etapa)
- 2023. 77è de la classificació general

### Resultats al Giro d'Itàlia
- 2022. 86è de la classificació general
- 2024. 42è de la classificació general